# La regina vergine
La regina vergine (Young Bess) è un film in Technicolor del 1953 diretto da George Sidney. Il film è tratto dal romanzo inedito in Italia Young Bess scritto da Margaret Irwin.
Charles Laughton reinterpreta il personaggio che gli aveva fatto vincere l'Oscar in Le sei mogli di Enrico VIII (1933).

## Trama
Figlia di Enrico VIII ed Anna Bolena, ad Elisabetta viene concesso di entrare a corte poco prima della morte del padre.
Si innamora dell'ammiraglio Tom Seymour, il quale, pur provando amore per lei, sposa Caterina Parr, vedova del re.
Alla morte di Caterina, i due potrebbero finalmente sposarsi se non fosse per Ned Seymour che accusa il fratello Tom di alto tradimento e lo fa mandare al patibolo.
Quando Elisabetta diventa regina, decide di non sposarsi mai in memoria di Tom.

## Produzione
La produzione del film subì diversi ritardi e slittamenti dovuti anche alla lunga fase di definizione del cast. Se Deborah Kerr venne presa in considerazione quasi da subito, per la protagonista la scelta cadde su Jeam Simmons solo dopo aver preso in considearazione diverse altre opzioni tra cui 
Janet Leigh e Elizabeth Taylor.
La colonna sonora fu affidata a Miklós Rózsa conosciuto per il suo lavoro di ricerca il quale riuscì a inserire brani originali del periodo Tudor.

## Distribuzione
- Negli Stati Uniti il film uscì nei cinema il 29 maggio 1953 (fatta eccezione per la città di New York, dove il film uscì il 21 maggio) mentre in Italia uscì il 19 dicembre 1953.